# ناتالیا پریشچپا
ناتالیا پریشچپا (اوکراینی: Наталія Олександрівна Прище́па؛ زادهٔ ۱۱ سپتامبر ۱۹۹۴) دونده دو نیمه‌استقامت زن اهل اوکراین است.